# Oblast' di Samara
L'oblast' di Samara (in russo Сама́рская о́бласть?, Samárskaja óblastʾ) è un'oblast' della Russia europea sudorientale.

## Geografia
La oblast' di Samara si estende su un territorio occupato da modeste alture ed attraversato ad ovest da un'ampia ansa del Volga. A nord confina con l'oblast' di Ul'janovsk, a sud-ovest con quella di Saratov ed a sud-est con quella di Orenburg.

## Storia
Nel 1905, durante la rivoluzione russa, all'interno dell'oblast' si sviluppò la Repubblica di Staryj Bujan.

## Economia
La ricchezza principale dell'oblast' sono i giacimenti di petrolio con tutte le industrie derivate ma ben curata è anche l'agricoltura (cereali).

## Geografia antropica

### Città
La capitale è Samara, mentre la seconda per importanza è Togliatti, fino al 1964 Stavropol-na-Volge, anno nel quale la città venne ribattezzata in onore di Palmiro Togliatti, allora segretario del Partito Comunista Italiano; altre città importanti sono Syzran' (200 000 abitanti) sulla destra del Volga notevole centro commerciale con industrie petrolchimiche e Čapaevsk (100 000 abitanti), 30 km ad ovest di Samara, nota per le industrie tessili e dell'abbigliamento.

### Suddivisioni amministrative

#### Rajon
La oblast' di Samara comprende 27 rajon (fra parentesi il capoluogo; sono indicati con un asterisco i capoluoghi non direttamente dipendenti dal rajon ma posti sotto la giurisdizione della oblast'):
- Alekseevskij (Alekseevka)
- Bezenčukskij (Bezenčuk)
- Bogatovskij (Bogatoe)
- Bol'šečernigovskij (Bol'šaja Černigovka)
- Bol'šeglušickij (Bol'šaja Glušica)
- Borskij (Borskoe)
- Chvorostjanskij (Chvorostjanka)
- Čelno-Veršinskij (Čelno-Veršiny)
- Elchovskij (Elchovka)
- Isaklinskij (Isakly)
- Kamyšlinskij (Kamyšla)
- Kinel'skij (Kinel'*)
- Kinel'-Čerkasskij (Kinel'-Čerkassy)
- Kljavlinskij (Kljavlino)

- Koškinskij (Koški)
- Krasnoarmejskij (Krasnoarmejskoe)
- Krasnojarskij (Krasnyj Jar)
- Neftegorskij (Neftegorsk)
- Pestravskij (Pestravka)
- Pochvistenvskij (Pochvistnevo*)
- Privolžskij (Privolž'e)
- Šentalinskij (Šentala)
- Sergievskij (Sergievsk)
- Šigonskij (Šigony)
- Stavropol'skij (Togliatti*)
- Syzranskij (Syzran'*)
- Volžskij (Samara*)

#### Città
I centri abitati della oblast' che hanno lo status di città (gorod) sono 11 (in grassetto le città sotto la diretta giurisdizione della oblast', che costituiscono una divisione amministrativa di secondo livello):
- Čapaevsk
- Kinel'
- Neftegorsk
- Novokujbyševsk
- Oktjabr'sk
- Otradnyj

- Pochvistnevo
- Samara
- Syzran'
- Togliatti
- Žigulëvsk

#### Insediamenti di tipo urbano
I centri urbani con status di insediamento di tipo urbano sono 14 (in grassetto gli insediamenti di tipo urbano sotto la diretta giurisdizione della oblast', che costituiscono una divisione amministrativa di secondo livello):
- Alekseevka
- Balašejka
- Bezenčuk
- Meždurečensk
- Mirnyj
- Novosemejkino
- Osinki

- Petra Dubrava
- Roščinskij
- Smyšljaevka
- Strojkeramika
- Suchodol
- Ust'-Kinel'skij
- Volžskij